# Cushman & Wakefield
La Cushman & Wakefield è una delle maggiori società private del mercato immobiliare mondiale. Essa è infatti presente in oltre 60 Paesi, ha circa 43.000 dipendenti, gestisce più di 400 milioni di metri quadri di immobili ed effettua transazioni per un valore di 191 miliardi di dollari.
Cushman & Wakefield opera attraverso 5 linee di servizio principali: Agenzia, Capital Markets, Corporate Occupier & Investor Services (Property Management, Project Management, Client Solutions), Consulting Services, Valuation & Advisory.
In Italia è presente dal 1990, a Milano e Roma, con uno staff di oltre 120 professionisti suddivisi in 10 aree specializzate.
Nel 2007, il Gruppo Exor, il braccio di investimento della famiglia Agnelli, ha acquisito una quota del 71,5 per cento in Cushman & Wakefield, sostituendo così il Gruppo Rockefeller come azionista di maggioranza della società.
- Glenn Rufrano è presidente e amministratore delegato della società.
- John C. Cushman III è il presidente del consiglio di amministrazione.

La sua controllata Sonnenbeck-Goldman offre servizi di investment banking nel settore Real Estate.
L'11 maggio 2015 EXOR ha venduto l'intera partecipazione azionaria che deteneva nella società a DTZ generando proventi netti per 1,278 miliardi di dollari, e una plusvalenza di circa 722 milioni di dollari.
Il 1º settembre 2015 Cushman & Wakefield si è fusa per incorporazione in DTZ, che ha assunto la denominazione della società incorporata, creando così uno dei primi operatori mondiali, presente in 60 paesi e con un fatturato di 5 miliardi di dollari.

## Concorrenti principali
- Cassidy Turley
- Holliday Fenoglio Fowler
- NAI Global
- Studley, Inc.
- CB Richard Ellis
- Jones Lang LaSalle
- Newmark Knight Frank
- Grubb & Ellis
- CresaPartners